# 대한민국의 중소벤처기업부 차관
중소벤처기업부 차관은 장관을 보좌하는 직위로, 정무직공무원으로 보한다.

## 임명
- 중소벤처기업부 차관은 대통령이 임명한다.

## 역할
- 중소벤처기업부 차관은 장관을 보좌하여 소관사무를 처리하고 소속공무원을 지휘·감독하며, 장관이 사고로 직무를 수행할 수 없으면 그 직무를 대행한다.

## 역대 차장

### 공업진흥청 차장
| 정부        | 대수           | 이름                            | 임기                             | 비고 |
| ----------- | -------------- | ------------------------------- | -------------------------------- | ---- |
| 제4공화국   | 초대           | 김찬동(金燦東)                  | 1973년 1월 20일~1974년 2월 12일  |      |
| 제4공화국   | 2대            | 최종명(崔鍾明)                  | 1974년 2월 12일~1974년 4월 29일  |      |
| 제4공화국   | 3대            | 안영철(安永哲)                  | 1974년 4월 29일~1974년 7월 13일  |      |
| 제4공화국   | 4대            | 이상섭(李相燮)                  | 1974년 7월 13일~1976년 2월 27일  |      |
| 제4공화국   | 5대            | 정민길(鄭旼吉)                  | 1976년 2월 27일~1978년 5월 22일  |      |
| 제4공화국   | 6대            | 이광덕(李光德)                  | 1978년 5월 22일~1978년 12월 29일 |      |
| 제4공화국   | 7대            | 한재열(韓在烈)                  | 1978년 12월 29일~1980년 12월 4일 |      |
| 제4공화국   | 8대            | 이광근(李匡根)                  | 1980년 12월 4일~1983년 12월 19일 |      |
| 제5공화국   | 8대            | 이광근(李匡根)                  | 1980년 12월 4일~1983년 12월 19일 |      |
| 9대         | 이동훈(李東勲) | 1983년 12월 19일~1988년 3월 4일 |                                  |      |
| 노태우 정부 | 10대           | 전계묵(全啓默)                  | 1988년 3월 21일~1990년 4월 16일  |      |
| 노태우 정부 | 11대           | 박영대(朴榮大)                  | 1990년 4월 16일~1992년 5월 23일  |      |
| 노태우 정부 | 12대           | 정수웅(鄭秀雄)                  | 1992년 5월 23일~1993년 6월 3일   |      |
| 김영삼 정부 | 13대           | 이동규(李東圭)                  | 1993년 6월 3일~1995년 1월 3일    |      |
| 김영삼 정부 | 14대           | 최홍건(崔弘健)                  | 1995년 1월 3일~1996년 2월 8일    |      |

### 중소기업청 차장
| 정부        | 대수           | 이름                            | 임기                            | 비고 |
| ----------- | -------------- | ------------------------------- | ------------------------------- | ---- |
| 김영삼 정부 | 14대           | 최홍건(崔弘健)                  | 1996년 2월 9일~1997년 1월 3일   |      |
| 김영삼 정부 | 15대           | 김효성(金孝成)                  | 1997년 1월 3일~1997년 5월 8일   |      |
| 김영삼 정부 | 16대           | 이원호(李源浩)                  | 1997년 5월 8일~1997년 9월 26일  |      |
| 김영삼 정부 | 17대           | 오영교(吳盈敎)                  | 1997년 9월 26일~1998년 9월 1일  |      |
| 김대중 정부 | 17대           | 오영교(吳盈敎)                  | 1997년 9월 26일~1998년 9월 1일  |      |
| 18대        | 신동오(申東午) | 1998년 9월 1일~2001년 11월 17일 |                                 |      |
| 19대        | 장지종(張志鍾) | 2001년 11월 17일~2003년 5월 7일 |                                 |      |
| 노무현 정부 | 20대           | 허범도((許範道)                 | 2003년 5월 7일~2004년 8월 19일  |      |
| 노무현 정부 | 21대           | 정준석(鄭俊石)                  | 2004년 8월 19일~2005년 8월 16일 |      |
| 노무현 정부 | 22대           | 이승훈(李承勳)                  | 2005년 8월 16일~2006년 10월 8일 |      |
| 노무현 정부 | 23대           | 이기우(李基雨)                  | 2006년 10월 8일~2007년 2월 21일 |      |
| 노무현 정부 | 24대           | 나도성(羅道成)                  | 2007년 2월 21일~2008년 4월 14일 |      |
| 이명박 정부 | 25대           | 송재희(宋在希)                  | 2008년 4월 15일~2009년 5월 22일 |      |
| 이명박 정부 | 26대           | 정영태(鄭榮泰)                  | 2009년 5월 22일~2011년 3월 7일  |      |
| 이명박 정부 | 27대           | 임충식(任忠植)                  | 2011년 3월 7일~2012년 2월 13일  |      |
| 이명박 정부 | 28대           | 김순철(金淳哲)                  | 2012년 2월 13일~2014년 9월 11일 |      |
| 박근혜 정부 | 28대           | 김순철(金淳哲)                  | 2012년 2월 13일~2014년 9월 11일 |      |
| 29대        | 최수규(崔壽圭) | 2014년 9월 12일~2017년 1월 19일 |                                 |      |
| 30대        | 정윤모(鄭允模) | 2017년 1월 20일~2017년 7월 25일 |                                 |      |

### 중소벤처기업부 차관
| 정부        | 대수 | 이름           | 임기                             | 비고 |
| ----------- | ---- | -------------- | -------------------------------- | ---- |
| 문재인 정부 | 초대 | 최수규(崔壽圭) | 2017년 7월 26일~2018년 12월 14일 |      |
| 문재인 정부 | 2대  | 김학도(金學道) | 2018년 12월 15일~2020년 3월 22일 |      |
| 문재인 정부 | 3대  | 강성천(姜聲千) | 2020년 3월 23일~2022년 5월 10일  |      |
| 윤석열 정부 | 4대  | 조주현(曺株鉉) | 2022년 5월 10일~2023년 7월 2일   |      |
| 윤석열 정부 | 5대  | 오기웅(吳起雄) | 2023년 7월 3일 ~ 2024년 7월 21일 |      |
| 윤석열 정부 | 6대  | 김성섭(金盛燮) | 2024년 7월 22일 ~2025년 7월 14일 |      |
| 이재명 정부 | 7대  | 노용석(盧勇錫) | 2025년 7월 14일~                 |      |

## 같이 보기
- 중소벤처기업부
- 중소벤처기업부 장관